# Sáu người đi khắp thế gian (phim, 1972)
Sáu người đi khắp thế gian (tiếng Đức: Sechse kommen durch die Welt) là một bộ phim thần tiên - cổ tích của đạo diễn Rainer Simon, ra mắt lần đầu năm 1972.
Truyện phim dựa theo câu chuyện cổ tích cùng tên của Anh em nhà Grimm.

## Diễn viên
- Jiří Menzel... Anh lính
- Günter Schubert: Starker
- Friedo Solter: Läufer
- Olga Strub: Schiefhütchen
- Christian Grashof: Fiedler
- Jürgen Gosch: Jäger
- Margit Bendokat: Prinzessin
- Jürgen Holtz: König
- Berthold Schulze: Oberhofmeister
- Lothar Förster: Henker
- Peter Herden: Hofdichter
- Walter Bechstein: Leibarzt
- Gerhard Rachold: Obrist
- Johannes Maus: Schuhmacher
- Werner Hafft: Metzger
- Eberhard Esche: Soldat

## Ê-kíp
- Thiết kế sản xuất: Georg Wratsch
- Phục trang: Werner Bergemann
- Hóa trang: Günter Hermstein, Irmela Holzapfel, Jürgen Holzapfel
- Âm thanh: Klaus Tolstorf

## Hậu trường

### Một số cảnh trong phim

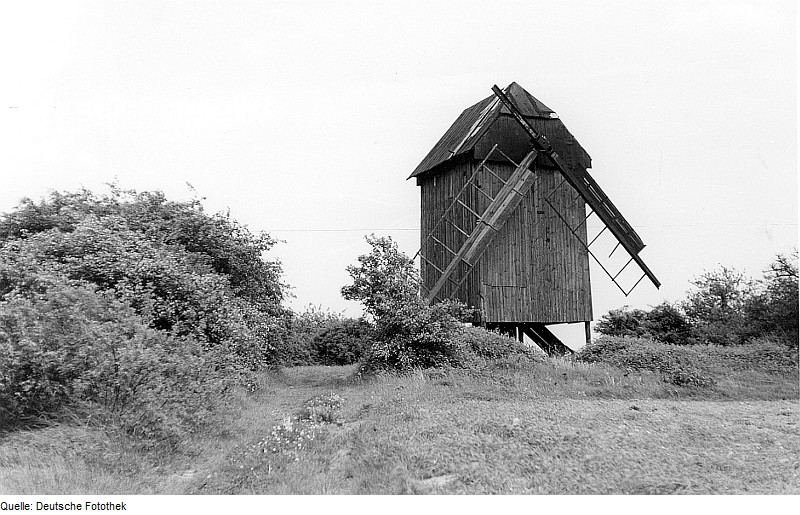
Cối xay gió
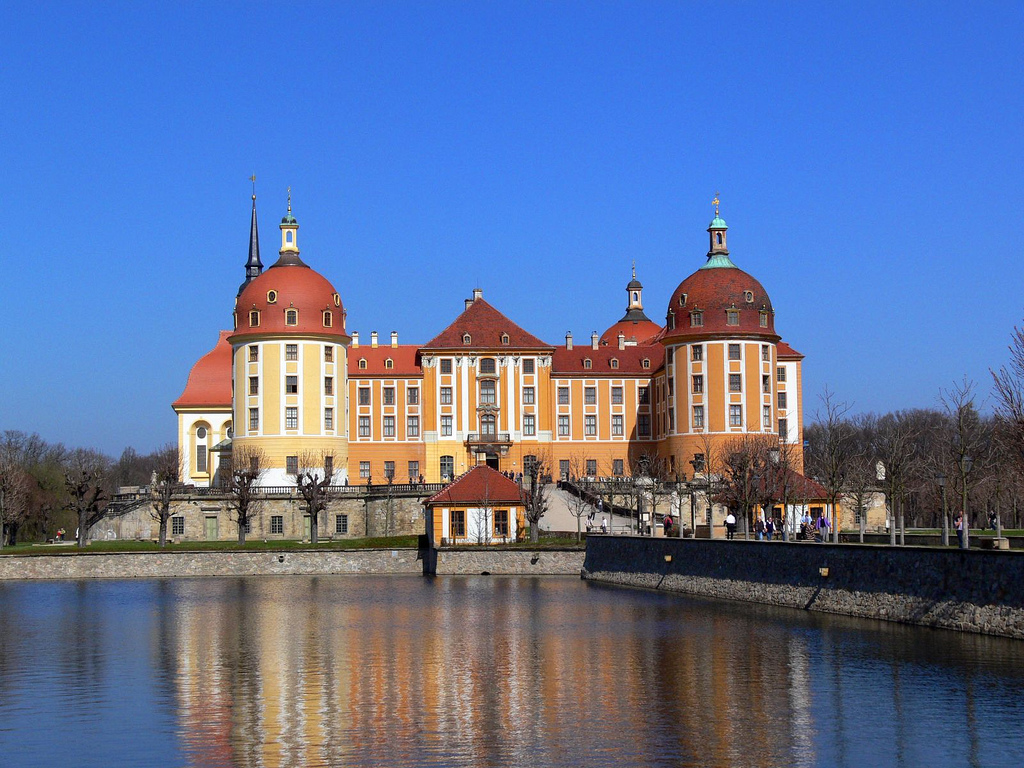
Lâu đài Moritzburg
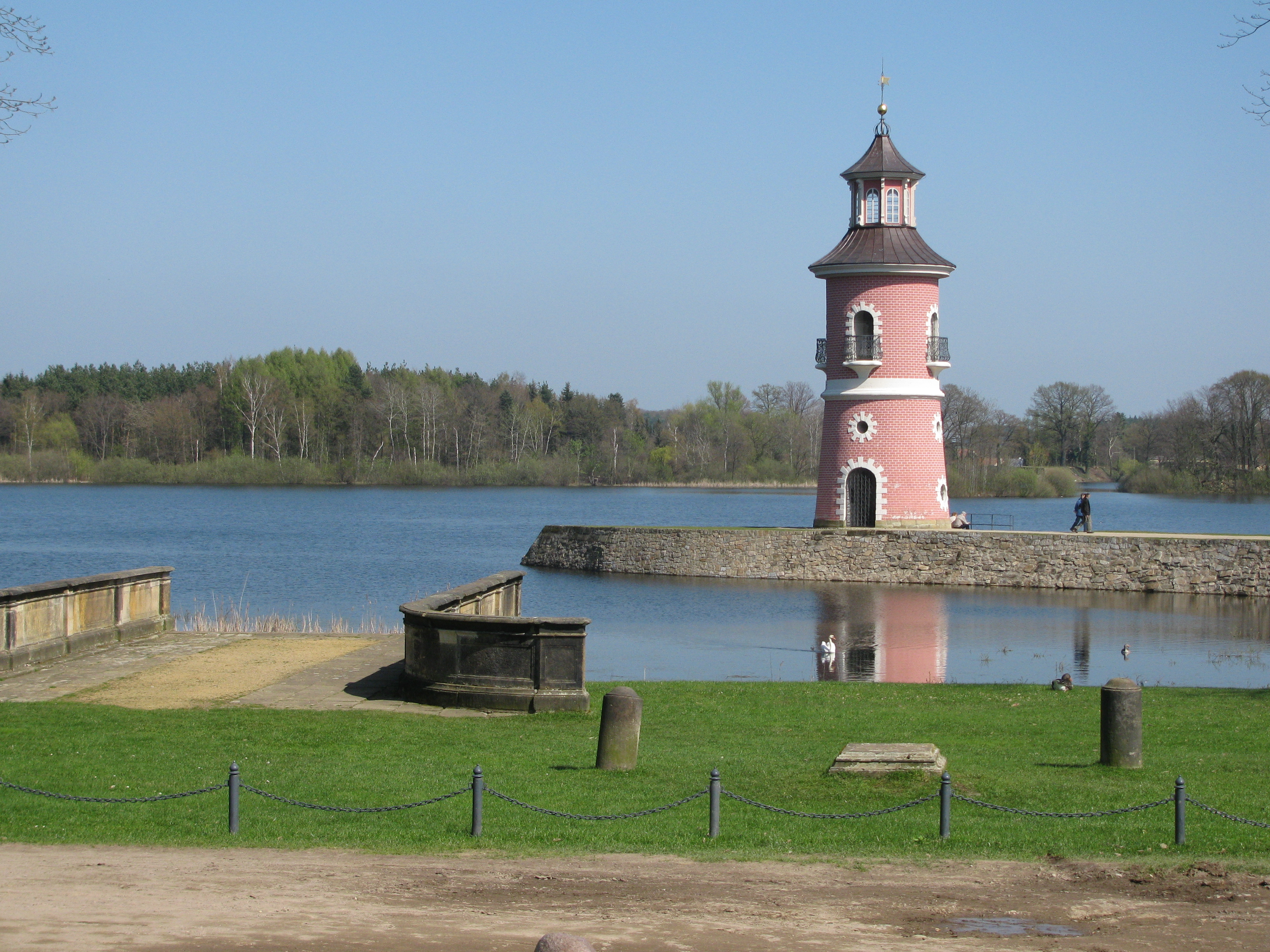
Hải đăng Moritzburg